# 木下広次
- 木下広次
- 木下廣次

木下 広次（きのした ひろじ、旧字体：木下廣次󠄁、1851年2月25日（嘉永4年1月25日） - 1910年（明治43年）8月22日）は明治時代の日本の法学者、教育行政官。法学博士。
第一高等中学校（東京大学教養学部の前身）校長、文部省専門学務局長、京都帝国大学（京都大学の前身）初代総長、貴族院議員を歴任した。

## 経歴
青年時代
肥後国飽田郡坪井（現在の熊本県熊本市）に熊本藩儒の木下犀潭の四男として生まれる。1870年（明治3年）、熊本藩貢進生として友人2人とともに大学南校に入学、1872年明法寮（のちの司法省法学校）に転入学、ボアソナードのもとでフランス法学を学んだ。4年制の同校を卒業（法学校第一期生）しないまま、1875年には留仏しパリ大学法科に入学、1879年11月に卒業し法律学士の学位を得た。さらに法学博士の学位を受けたという。7年間の研学後、1882年に帰国。文部省御用掛および東京大学法学部講師となり、翌1883年教授に就任した。
一高校長・文部官僚として
1889年5月、帝国大学（東京大学を改称）法科大学教授と兼任のまま第一高等中学校（のち第一高等学校に改称し現在の東大教養学部の前身となった）の校長に就任した(奏任官三等)。森有礼文相にもとめられて、前年の1888年8月に、法科大学教授と兼任のまま教学の実権を持つ同校の教頭に就任している。1893年6月まで校長在任、1890年には学生自治を認め自治寮を開設した。同年5月にインブリー事件、翌1891年1月に内村鑑三不敬事件がおこっている。同年12月22日に貴族院議員に勅選され、1893年6月には井上毅文相のもとで文部省専門学務局長に就任しさまざまな高等教育改革を進めた。
初代京大総長として
1897年の京都帝国大学発足にともない、木下は専門学務局長を兼任のまま同年6月28日、初代総長に就任（8月2日には専門学務局長を退任）、ドイツ流の大学システムを採用し京都大学のいわゆる「自由の学風」の基礎を作ったとされる。京都帝国大学寄宿舎(吉田寮の前身)を設置し、舎生に管理と運営(自治)をさせた。また京都帝大の初代の事務局長であった中川小十郎による京都法政学校（立命館大学の前身）の設立（1900年）にも協力を惜しまなかった。1907年7月1日、京大総長を依願退官、同年12月、名誉教授となった。1908年7月1日、錦鶏間祗候に任じられた。
墓所は京都市左京区の金戒光明寺黒谷墓地にある。

## 栄典
位階
- 1891年（明治24年）12月21日 - 正六位[9]
- 1897年（明治30年）8月20日 - 従四位[10]
- 1902年（明治35年）10月31日 - 正四位[11]
- 1907年（明治40年）7月10日 - 従三位[12]

勲章
- 1898年（明治31年）6月28日 - 勲三等瑞宝章[13]
- 1905年（明治38年）6月24日 - 勲二等瑞宝章[14]

## 研究内容・業績
- 明治35年（1902年）に京都聖護院で開催された大日本武徳会の演武会に二天一流の青木規矩男の門人として出場し、打太刀を務める。[15]
- 晩年の1909年には千里眼実験に関心を持ち、御船千鶴子を自宅に招いて初めての実験を行い、御船らの「透視能力者」が社会的に注目されるきっかけを作った。
- 木下旧蔵の文書は京都大学文書館に寄託され、2004年（平成16年）9月より「木下広次関係資料」として公開されている。京都大学総合博物館も資料を収蔵しており、京都大学創立125周年記念事業で企画展示された[16]

## 家族・親族
- 妻：ツネは叔父・木下助之の四女。
- 長男：木下正雄（1883年 - 1966年）は東京帝国大学理学部物理学科卒業。ドイツ、イギリス、オランダへ留学し、1927年に帰国[17]。1929年東京工業大学講師、翌年教授に就任。イギリス人の妻との間に豪児、伊安の二児がいた[18]。
- 二男：木下道雄（1887年 - 1974年）は、第三高等学校を経て東京帝国大学法学部政治学科卒。内務省に入省し、のち宮内官となり1945年敗戦直後の時期に昭和天皇の侍従次長を務めた。
- 娘：トネ（1886年生）は鈴木由哲の三男・鈴木三郎の妻[19]。三郎の兄は鈴木貫太郎、鈴木孝雄[19]。

## 関連文献
- 花房吉太郎, 山本源太 編『日本博士全伝』,法学博士 木下広次君,博文館,1892. 国立国会図書館デジタルコレクション
- 「京都帝国大学総長法学博士 木下広次君」（石川半山 『当世人物評』 金港堂書籍、1902年6月 ／ 大空社〈列伝叢書〉、1995年2月、ISBN 4872365585）
- 「山川、木下の両総長」（斬馬剣禅 『東西両京之大学』 鳥海安治、1904年1月）
  - 斬馬剣禅 『東西両京の大学 : 東京帝大と京都帝大』 講談社〈講談社学術文庫〉、1988年11月、ISBN 4061588532
- 「京都帝国大学総長正四位勲二等法学博士木下広次叙勲ノ件」（国立公文書館所蔵 「叙勲裁可書・明治四十年・叙勲巻一」）
- 「故法学博士 木下広次」（井関九郎監修 『大日本博士録 第壱巻 法学博士及薬学博士之部』 発展社、1921年1月）
- 寺崎昌男 「自治寮制度成立史論 : とくに木下広次とその二演説をめぐって」（『旧制高等学校史研究』第20号、旧制高等学校資料保存会、1979年4月）
- 「木下広次教頭 : その人と事蹟」（宮坂広作著 『旧制高校史の研究 : 一高自治の成立と展開』 信山社〈SBC学術文庫〉、2001年10月、ISBN 4797239247）
- 「資料解説・目録 木下広次関係資料」『京都大学大学文書館研究紀要』第3号、京都大学大学文書館、2005年3月、79-127頁、doi:10.14989/68852、ISSN 13489135、NAID 120001009515。
- 西山伸 「木下広次」（伊藤隆、季武嘉也編 『近現代日本人物史料情報辞典 3』 吉川弘文館、2007年12月、ISBN 9784642014472）
- 七戸克彦「現行民法典を創った人びと(6)主査委員 3 : 木下広次・熊野敏三，外伝2 : 進化論」『法学セミナー』第54巻第10号、日本評論社、2009年10月、64-66頁、ISSN 04393295、NAID 120001730653。
- 冨岡勝 「第一高等中学校寄宿舎自治制導入過程の再検討 (PDF) 」『一八八〇年代教育史研究年報』第1号-第5号、一八八〇年代教育史研究会、2009年10月-2013年10月、ISSN 1884-3255。
  - 荒井明夫研究代表 『1880年代におけるエリート養成機能形成過程の研究 : 高等中学校成立史を中心に』 2014年1月
- 冨岡勝「〈史料紹介〉木下広次の「在仏雑記」と木下助之宛木下広次書簡(1876年7月22日)」『近畿大学教育論叢』第24巻第1号、近畿大学教職教育部、2012年、59-74頁、ISSN 1880-9006、NAID 120005737411。